# Kám, Vas
Kám  este un sat în districtul Vasvár, județul Vas, Ungaria, având o populație de 403 locuitori (2011). 

## Demografie
Componența etnică a satului Kám
     Maghiari (89,74%)
     Germani (9,56%)
     Necunoscut (0,7%)
     Alții (0,7%)
Componența confesională a satului Kám
     Romano-catolici (80,89%)
     Fără religie (2,48%)
     Reformați (2,23%)
     Necunoscută (14,39%)
     Alte religii (3,23%)
Conform recensământului din 2011, satul Kám avea 403 locuitori. Din punct de vedere etnic, majoritatea locuitorilor (89,74%) erau maghiari, cu o minoritate de germani (9,56%). Apartenența etnică nu este cunoscută în cazul a 0,7% din locuitori.  Din punct de vedere confesional, majoritatea locuitorilor (80,89%) erau romano-catolici, existând și minorități de persoane fără religie (2,48%) și reformați (2,23%). Pentru 14,39% din locuitori nu este cunoscută apartenența confesională.